# Kurt Wüthrich
Kurt Wüthrich (ur. 4 października 1938 w Aarbergu) – szwajcarski chemik, laureat Nagrody Nobla w dziedzinie chemii (2002).

## Życiorys
Skończył studia w Uniwersytecie w Bernie i uzyskał stopień doktora w Uniwersytecie Bazylejskim (1964), po czym pracował w Uniwersytecie Kalifornijskim w Berkeley i Bell Labs w Murray Hill (New Jersey). Po powrocie do Szwajcarii  został profesorem w Szwajcarskim Federalnym Instytucie Technologii w Zurychu (ETH Zurich). Opracował grupę metod jądrowego rezonansu magnetycznego, umożliwiających badanie trójwymiarowej struktury makrocząsteczek w roztworach, głównie białek i kwasów nukleinowych (zob. budowa białek). Za prace te otrzymał Nagrodę Kioto w 1998 roku oraz Nagrodę Nobla w dziedzinie chemii w 2002 roku (½), wspólnie z Japończykiem Koichi Tanaką (¼) i Amerykaninem Johnem Fennem (¼).
Jest autorem 677 artykułów naukowych, dostępnych w bazie PubMed.